# La Flor, Durango
La Flor är en ort i Mexiko.   Den ligger i kommunen Gómez Palacio och delstaten Durango, i den centrala delen av landet, 800 km nordväst om huvudstaden Mexico City. La Flor ligger 1 120 meter över havet och antalet invånare är 1 593.
Terrängen runt La Flor är mycket platt. Runt La Flor är det tätbefolkat, med 411 invånare per kvadratkilometer. Närmaste större samhälle är Torreón, 16,1 km söder om La Flor. Trakten runt La Flor består till största delen av jordbruksmark.